# Elias Kristoffersen Hagen
Elias Kristoffersen Hagen (Oslo, Noruega, 20 de enero de 2000) es un futbolista noruego. Su posición es la de mediocampista y su club es el Vålerenga Fotball de la OBOS-ligaen de Noruega.

## Trayectoria

### F. K. Bodø/Glimt
El 11 de junio de 2020 se hizo oficial su llegada al F. K. Bodø/Glimt firmando un contrato hasta 2023. Su debut con el club se da el 13 de septiembre de 2020 en un partido de liga ante el Odds BK entrando de cambio al 83' por Victor Boniface, al final su equipo terminaría ganando el encuentro por marcador de 6-1.
El 2 de abril de 2022 renueva contrato con el club hasta 2025.

### IFK Göteborg
El 4 de enero de 2023 se anuncia su llegada al IFK Göteborg firmando un contrato hasta 2026.

## Estadísticas

### Clubes
Actualizado al último partido jugado el 24 de agosto de 2024.
| Grorud IL · Noruega | 3.ª           | 2018          | 24  | 6  | 2  | 0 | -  | - | 26  | 6  | 0,23 |
| Grorud IL · Noruega | 3.ª           | 2019          | 21  | 2  | 2  | 1 | -  | - | 23  | 3  | 0,13 |
| Grorud IL · Noruega | 2.ª           | 2020          | 12  | 0  | -  | - | -  | - | 12  | 0  | 0    |
| Grorud IL · Noruega | Total club    | Total club    | 57  | 8  | 4  | 1 | 0  | 0 | 61  | 9  | 0,15 |
| F. K. Bodø/Glimt · Noruega | 1.ª           | 2020          | 8   | 0  | -  | - | -  | - | 8   | 0  | 0    |
| F. K. Bodø/Glimt · Noruega | 1.ª           | 2021          | 17  | 0  | 3  | 1 | 8  | 1 | 28  | 2  | 0,07 |
| F. K. Bodø/Glimt · Noruega | 1.ª           | 2022          | 22  | 0  | 2  | 1 | 14 | 0 | 38  | 1  | 0,03 |
| F. K. Bodø/Glimt · Noruega | Total club    | Total club    | 47  | 0  | 5  | 2 | 22 | 1 | 74  | 3  | 0,04 |
| IFK Göteborg · Suecia | 1.ª           | 2023          | 15  | 1  | 3  | 1 | -  | - | 18  | 2  | 0,50 |
| IFK Göteborg · Suecia | Total club    | Total club    | 15  | 1  | 3  | 1 | 0  | 0 | 18  | 2  | 0,50 |
| Vålerenga · Noruega | 1.ª           | 2023          | 17  | 1  | 2  | 0 | -  | - | 19  | 1  | 0,05 |
| Vålerenga · Noruega | 2.ª           | 2024          | 7   | 0  | 2  | 1 | -  | - | 9   | 1  | 0,13 |
| Vålerenga · Noruega | Total club    | Total club    | 24  | 1  | 4  | 1 | 0  | 0 | 28  | 2  | 0,07 |
| Total carrera | Total carrera | Total carrera | 143 | 10 | 16 | 5 | 22 | 1 | 181 | 16 | 0,09 |
| (1) Incluye datos de Copa de Noruega. (2) Incluye datos de Liga Europa de la UEFA y Liga de Campeones de la UEFA. (3) No incluye goles en partidos amistosos. |               |               |     |    |    |   |    |   |     |    |      |

## Palmarés

### Títulos nacionales
| Título      | Club             | País    | Año  |
| ----------- | ---------------- | ------- | ---- |
| Eliteserien | F. K. Bodø/Glimt | Noruega | 2020 |
| Eliteserien | F. K. Bodø/Glimt | Noruega | 2021 |